# 苟芸慧
苟芸慧（英語：Christine Kuo，1983年7月11日—），生於臺灣台中市，台灣裔加拿大人，2008年多倫多華裔小姐和2009年國際中華小姐冠軍，前無綫電視經理人合約藝員。

## 背景

### 簡歷
苟芸慧1983年在臺灣台中市出生及長大，幼時就讀臺中市北屯區北屯國民小學，十歲後隨家人舉家移民加拿大多倫多，於滑鐵盧大學主修數學，因爸爸生意失敗，又患了癌症，改讀卡尔加里大学遙距課程，在修讀期間在一間由意大利人經營的公司出任專案經理。
2008年，苟芸慧參選多倫多華裔小姐競選贏得冠軍，她於2009年參選國際中華小姐競選贏得冠軍，以娛樂圈身份其後加入無綫電視。苟芸慧表示其志向是成為成功女性，和幫助有需要的人，自言參選國際中華小姐全因希望完成母親的願望。

### 減少工作
2014年—2015年底；目前苟芸慧近年因甲狀腺問題後於而出現逐漸開始減產，之後就工作量大降，苟芸慧減少演出後，原本決定合約完結期約滿電視台之後離開，後來經找到無綫電視製作資源部總監樂易玲多番挽留無綫電視台工作至一年中，同日苟芸慧並再續訂於10至11月重新工作至2016年。

### 2016年或之前
2016年10月，苟芸慧正式與TVB約滿離開，結束7年後的賓主關係，由於曾為無綫電視監製林志華的常用演員，因此息影後拍畢的《EU超時任務》亦成為其告別作，息影淡出娛樂圈並結束香港電視圈。

### 近況

#### 2016年或以後
2016-2017年間，她之後就到米蘭擔任客席編輯作人物專訪、街訪等。同年6月6日，苟芸慧獲賽車手男朋友陸漢洋（William）送上家傳鑽石鑲製的戒指，兩人一同受訪，陸漢洋揚言已計劃好結婚。接受訪問時表示雖然自己喜歡小孩子，但是暫不考慮生孩子，因丈夫希望可以享受一會二人世界。
2018年，苟芸慧選擇結婚，同年9月18日與富三代兼賽車手陸漢洋在加拿大註冊結婚，10月19日在香港上水雙魚河鄉村會所舉行婚宴；惟兩者卻於2025年之後離婚。在下婚禮中穿着出自設計師Kev的婚紗行禮，因與「美女與野獸」中公主貝兒所穿着之禮服同色調，甚為注目。其後，有網媒爆料苟姑娘拜托設計師為其設計禮服並免費取得兩件婚紗禮服後不止沒有為設計者宣傳，向業界朋友透露「要不是自己，根本沒人識」。更向傳媒訛稱此乃自己設計之婚紗，品行誠信大打折扣。
2019 - 2020年前，苟芸慧婚後淡出；現時已很少接觸香港娛樂圈，完全深居簡出的演藝生涯。

### 軼事
基於出道時苟芸慧的粵語說得不靈光，故曾在《情人眼裏高一D》、《紫禁驚雷》及《情逆三世緣》動用配音，不過在大部分的劇集中她仍然以真人原音演出。在《怒火街頭II》和同劇其餘有份演出但粵語不標準的演員金剛、賈曉晨及岑麗香被網民戲稱為「鄉音四人組」。
苟芸慧連同鍾嘉欣、李亞男、王君馨和岑麗香因同為北美基督新教徒，數人自發組成祈禱小組「Amazing Esthers」，亦常有聚會，因此常為傳媒牽連在一起並稱為「TVB五大處女」。除了苟芸慧於2025年離婚之外，所有成員現在全部已婚。

## 演出

### 電視劇（無綫電視）
| 首播   | 劇名           | 角色                  | 性質       | 備註         |
| 2010年 | 情人眼裏高一D  | 楊仙嬅                | 第三女主角 | 由黃紫嫻配音 |
| 2010年 | 談情說案       | Pauline               | 客串       |              |
| 2010年 | 居家兵團       | 季羨悠（Michelle）    | 女配角     |              |
| 2011年 | 紫禁驚雷       | 古圖爾·建澄（五福晋） | 女配角     | 由劉惠雲配音 |
| 2011年 | 荃加福祿壽探案 | 習 柔                 | 女配角     |              |
| 2011年 | 法證先鋒III    | 曹麗美（Ann）         | 客串       |              |
| 2012年 | 當旺爸爸       | 索女侍應              | 客串       |              |
| 2012年 | 飛虎           | 丁慧慧                | 第三女主角 |              |
| 2012年 | 怒火街頭2      | 景伶俐（Lynette）     | 第二女主角 |              |
| 2012年 | 法網狙擊       | Bella                 | 客串       |              |
| 2013年 | 仁心解碼II     | 陳思家（Scarlett）    | 第四女主角 |              |
| 2013年 | 金枝慾孽貳     | 白佳·芊蕊             | 女配角     |              |
| 2013年 | 情逆三世緣     | 趙 盼                 | 女配角     | 由黃昕瑜配音 |
| 2014年 | 飛虎II         | 丁慧慧                | 特別客串   |              |
| 2016年 | EU超時任務     | 章巧悅（Joyce）       | 第二女主角 |              |

### 電視劇（邵氏兄弟）
| 首播   | 劇名           | 角色  | 備註 |
| ------ | -------------- | ----- | ---- |
| 2019年 | 飛虎之雷霆極戰 | 殷 婷 |      |

### 電視劇（中國大陸）
| 首播   | 劇名    | 角色   | 備註   |
| ------ | ------- | ------ | ------ |
| 2020年 | 快樂520 | 梅麗斯 | 網絡劇 |

### 電影
| 年分   | 戲名                | 角色   |
| 2010年 | 翡翠明珠            | 苟公主 |
| 2011年 | 我愛HK開心萬歲      | 泰開芯 |
| 2011年 | 天生愛情狂          | 林慧欣 |
| 2011年 | 勁抽福祿壽          | 雷嘉雪 |
| 2012年 | 2012我愛HK 喜上加囍 | 小花   |
| 2013年 | 重口味              | 謝穎欣 |
| 2019年 | 你咪理，我愛你！    | 小龍女 |

### 微電影
| 年分   | 戲名                 | 角色  |
| 2013年 | 愛神搭錯線 White Man | Grace |

### 電視節目
- 2009年：愛情研究院
- 2009年：大咕窿第二輯
- 2010年：為食總司令
- 2010年：戀戀沖繩
- 2010年：香港航空樂優遊
- 2010年：全城愛牙由齒起
- 2011年：以諾遊蹤
- 2011年：千奇百趣省港澳
- 2011年：變身男女Chok Chok Chok
- 2012年：千奇百趣高B班
- 2012年：姊妹淘 (電視節目)
- 2012年：靚人靚湯
- 2012年：食得峰騷
- 2012年：今日VIP
- 2012年：千奇百趣東南亞
- 2013年：決戰一分鐘
- 2013年：反斗紅星放暑假
- 2013年：千奇百趣玩FREE D
- 2013年：寵愛wakaka
- 2014年：2014年世界盃足球賽註巴西藝員
- 2014年：街頭魔法王2
- 2014年：兄弟幫
- 2016年：夢想車華
- 2016年：兄弟幫
- 2016年：星星探親團加拿大多倫多篇

### 音樂影片（無綫電視）
- 2009年：沒有腳的小鳥，古巨基
- 2010年：我們很好，林峯
- 2011年：螞蟻，許廷鏗
- 2012年：頑石，林峯
- 2013年：We Dream，TVB群星

## 曾參選選美活動及獲得獎項
| 年份   | 頒獎               | 獎項                           | 結果 |
| ------ | ------------------ | ------------------------------ | ---- |
| 2008年 | 多倫多華裔小姐競選 | 冠軍                           | 獲獎 |
| 2008年 | 多倫多華裔小姐競選 | 訊聯電話最上鏡小姐             | 獲獎 |
| 2008年 | 多倫多華裔小姐競選 | 羅渣士無線通訊魅力「傳」城大獎 | 獲獎 |
| 2008年 | 多倫多華裔小姐競選 | 維他奶健康美態獎               | 獲獎 |
| 2008年 | 多倫多華裔小姐競選 | 美源 Silk Touch 亮麗美髮獎     | 獲獎 |
| 2009年 | 國際中華小姐競選   | 冠軍                           | 獲獎 |

## 外部連結
- 苟芸慧的新浪微博
- 苟芸慧的Facebook專頁
- 苟芸慧的Instagram帳戶
- 苟芸慧在互联网电影资料库（IMDb）上的資料（英文）
- 苟芸慧在香港影庫上的簡介
- 苟芸慧在豆瓣上的资料（简体中文）
- 苟芸慧在时光网上的簡介（简体中文）

| 前任： 王靚 | 多倫多華裔小姐競選冠軍 2008年 | 繼任： 張慧雯 |